# Kradolf-Schönenberg
Kradolf-Schönenberg es una comuna suiza del cantón de Turgovia, ubicada en el distrito de Weinfelden. Limita al norte con las comunas de Bürglen y Sulgen, al este con Hohentannen, al sureste con Bischofszell, al suroeste con Niederhelfenschwil (SG) y Wuppenau, y al oeste con Schönholzerswilen.
Hasta el 31 de diciembre de 2010 situada en el distrito de Bischofszell.

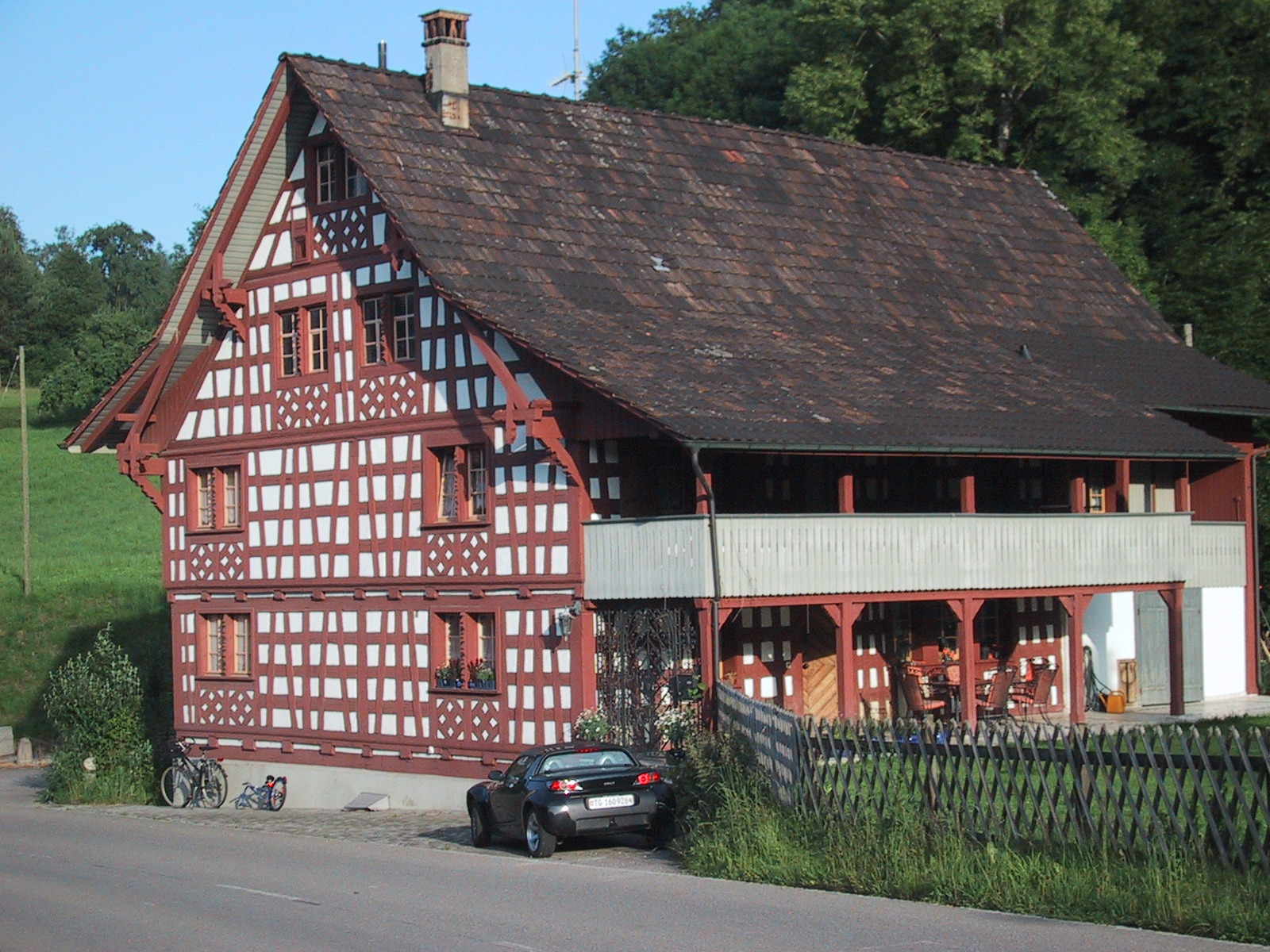
Casa típica de la región.

## Transportes
Ferrocarril
Existe una estación ferroviaria en la localidad de Kradolf, donde efectúan parada trenes de cercanías de una línea de la red S-Bahn San Galo.